# Lüki
Lüki (Iteu), település Romániában, a Partiumban, Bihar megyében.

## Fekvése
Margittától keletre, a Csurgó-patak mellett, Érkisszőllős, Dizsér, Berettyókohány és Genyéte közt fekvő település.

## Története
Lüki nevét 1321-ben említette először oklevél Lykeu néven, mint a Perényi család birtokát.
1421-ben Lyky, 1422-ben p. volahalis Lyky, 1457-ben Liky, 1808-ban Lüki, Ittyiu , 1888-bab Luki (Lüki) néven írták.
A település birtokosai a Perényiek, a Csákiak, később pedig a Fráter család voltak. 
1910-ben 746 lakosából 248 magyar, 486 román volt. Ebből 62 római katolikus, 171 református, 445 görögkeleti ortodox volt.
A trianoni békeszerződés előtt Bihar vármegye Margittai járásához tartozott.

## Nevezetességek
- Görög keleti temploma – 1840-ben épült.